# Somma Lombardo

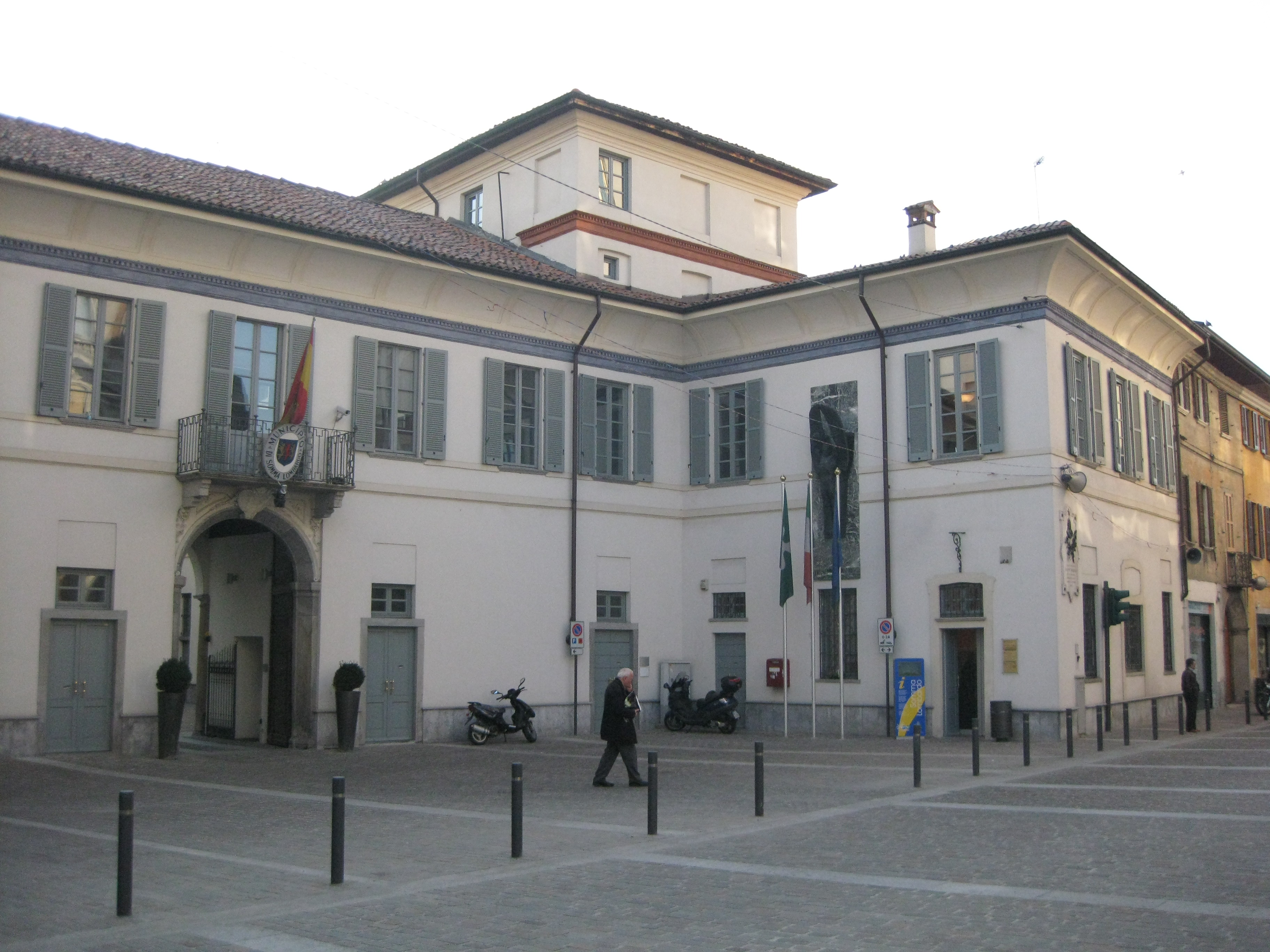
Gemeindehaus mit Denkmal von Emilio Pensuti Flugpionier

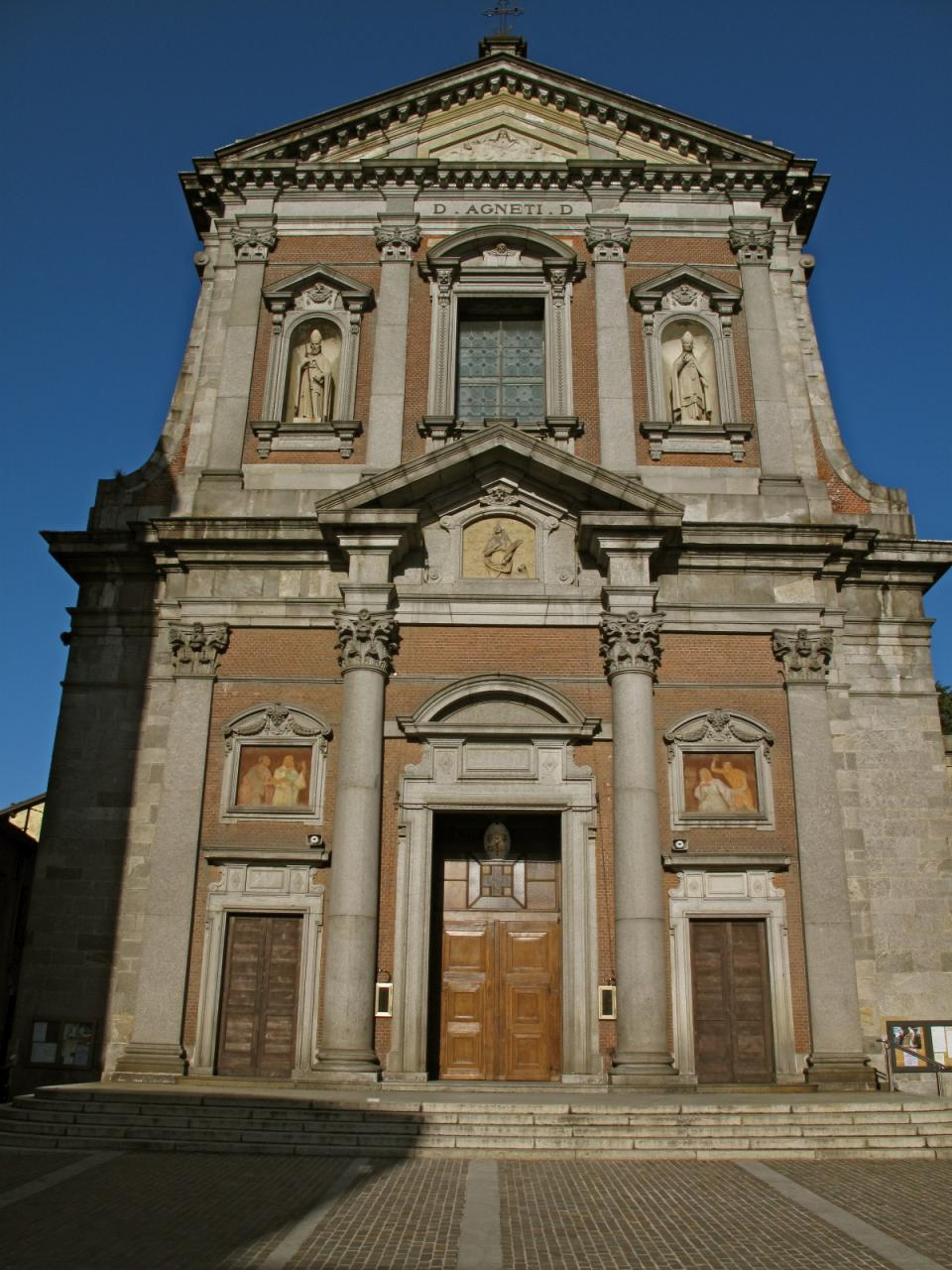
Propsteikirche Sant’Agnese

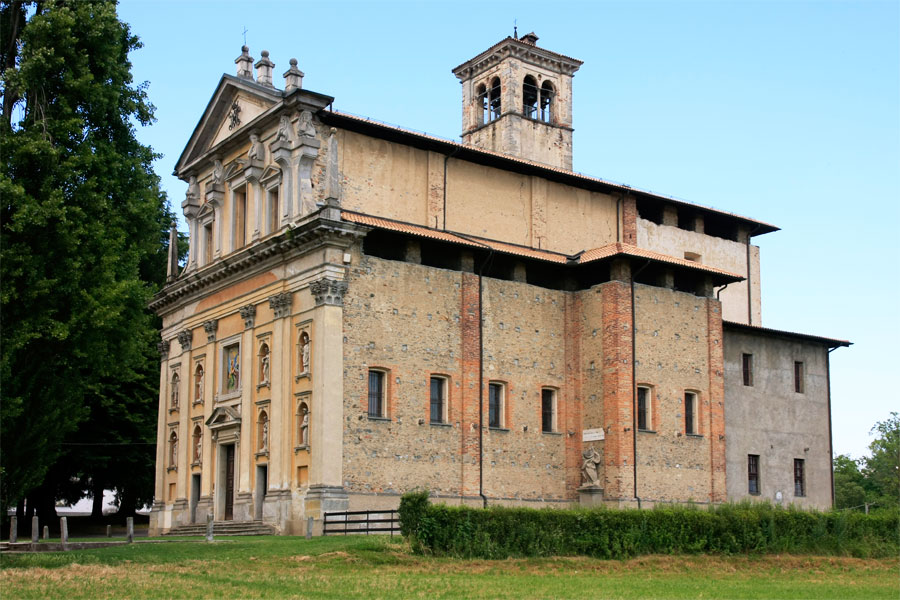
Kirche Madonna della Ghianda

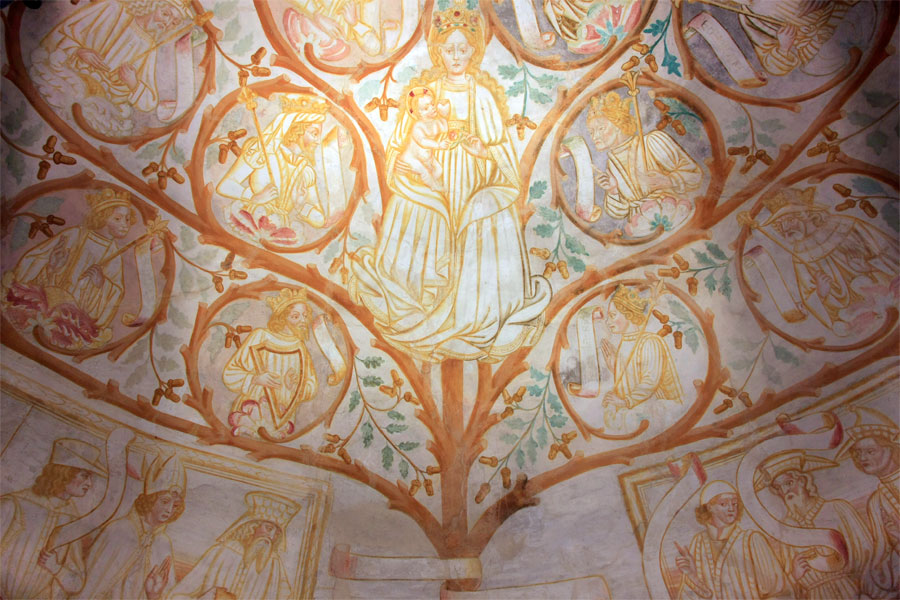
Kirche Madonna della Ghianda, Fresko des Malers Michelino da Besozzo

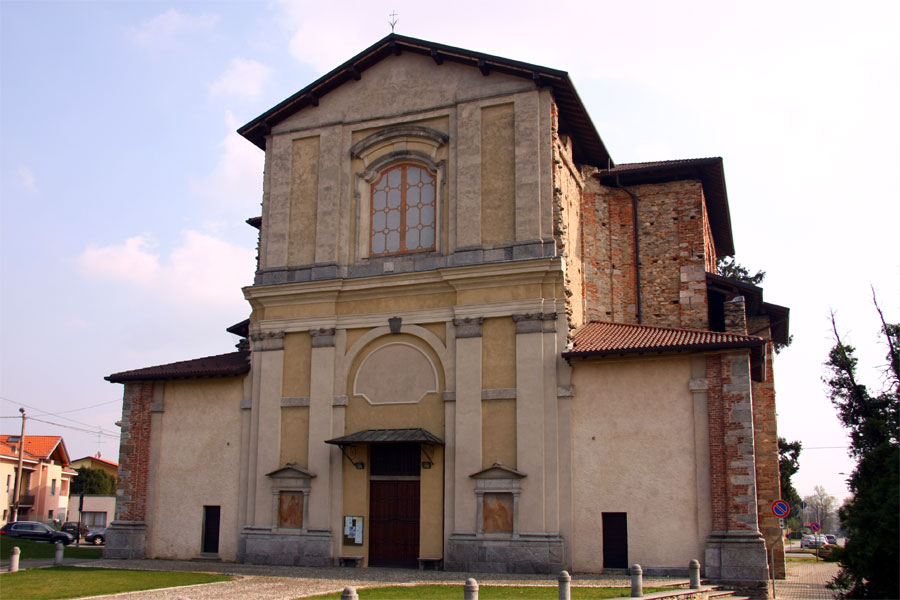
Kirche San Rocco

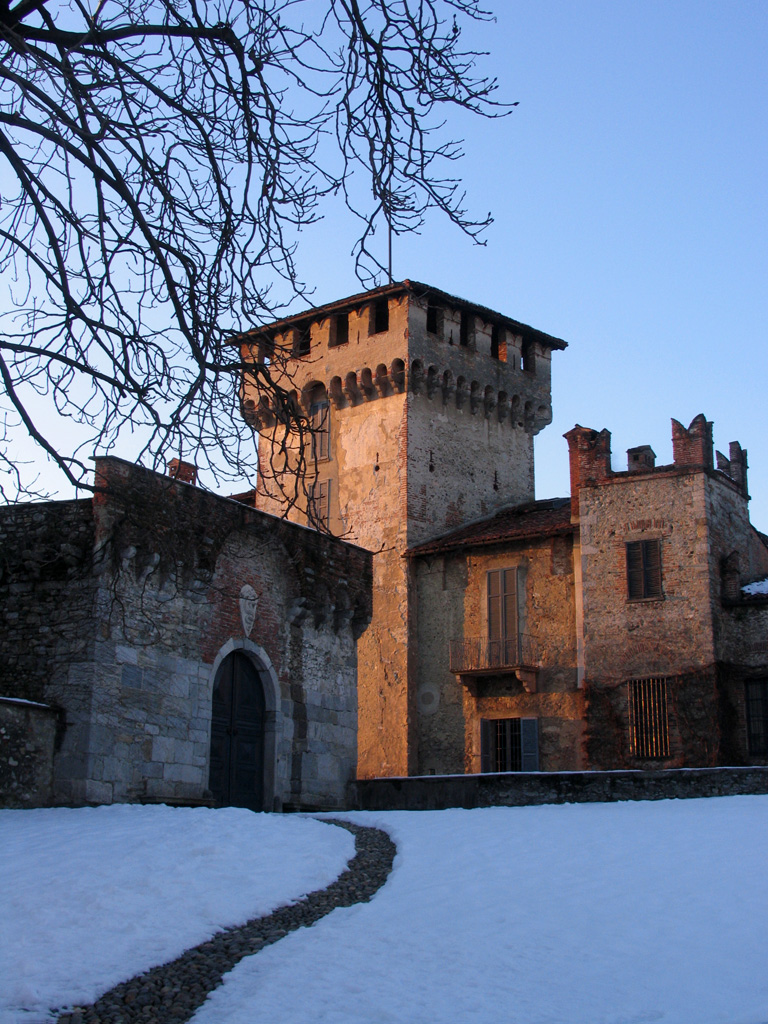
Castello Visconti di San Vito

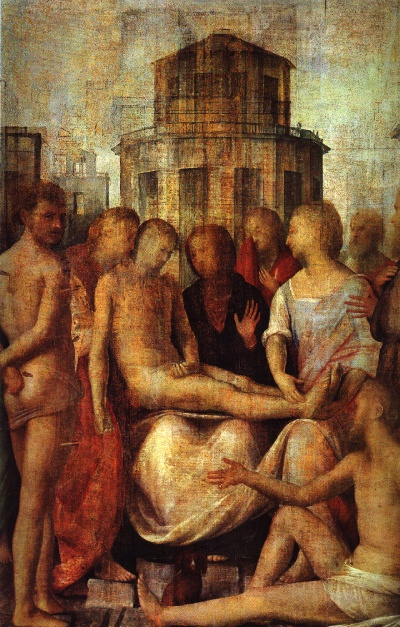
Propsteikirche, Bramantino: Pietà mit Heilige Sebastian und Ijob

Somma Lombardo ist eine Gemeinde in der Provinz Varese in der Region Lombardei.

## Geographie
Die Gemeinde liegt südwestlich von Varese am Ticino und bedeckt eine Fläche von 30 km². Zu Somma Lombardo gehören die Fraktionen Case Nuove, Coarezza, Maddalena und Mezzana. Die Nachbargemeinden sind Arsago Seprio, Cardano al Campo, Casorate Sempione, Castelletto sopra Ticino (NO), Ferno, Golasecca, Pombia (NO), Samarate, Varallo Pombia (NO), Vergiate und Vizzola Ticino.
Das südliche Gemeindegebiet umfasst einen Teil des Flughafens Mailand-Malpensa.

## Geschichte
Somma Lombardo war ein wichtiger Knotenpunkt der römischen Konsularstraße Severiana Augusta genannt, die Mailand über Sesto Calende mit Verbano verband. Reste römischer Fahrbahnbefestigung wurden bei Ausgrabungen in der Via Soragana in den Jahren 1985 und 2002 gefunden. Südlich von Somma Lombardo überquerte die Via Severiana Augusta die Novara mit Como durch Castelseprio verband.
Der Name Somma erscheint im 9. Jahrhundert im Testament des lokalen Herrschers Gunizone. Somma ging in den Besitz des Abtes von San Gallo über und wurde 1129 an Guidone Visconti verschenkt. Die Ortschaft wird in den Statuten der Straßen und Gewässer der Grafschaft Mailand als zur gleichnamigen Gemeinde gehörig erwähnt. Sie gehörte zu den Gemeinden, die zur Instandhaltung der Rho-Straße beitrugen (1346). Somma erscheint auch im Grundbuch von 1558 mit Ergänzungen bis ins 18. Jahrhundert. Bereits 1723 erscheint die Gemeinde Somma auf der Karte des so genannten Teresianischen Grundbuchs zusammen mit Cassina Coarezza. In einer im Mailänder Staatsarchiv aufbewahrten Aufzeichnung über die Zusammenlegungen und Zusammenführungen in der Gemeinde Somma heißt es, dass die Zusammenlegung am 23. Oktober 1730 per Dekret genehmigt wurde (Aggregazioni di comuni Stato di Milano, 1730). Sowohl Somma als auch Cassina Coarezza wurden mit dem Markgrafen Visconti belehnt. Nach den Antworten auf 45 Fragen der zweiten Volkszählung von 1751 war die Gemeinde, die einer Pfarrkirche vorstand und in der etwa zweitausend Menschen lebten, gemeinsam mit den Markgrafen Ermes e Fratelli Visconti, Giovanni Battista Visconti, Markgraf von Motta, Graf Cesare Ercole Castel Barco Visconti, Graf Alessandro, Markgraf von Modrone, Graf Carlo und Filippo Visconti, Söhne des Grafen Nicolò, Filippo Visconti und des Markgrafen Gerolamo Cusani feudalisiert. Da die Gemeinde ab immemorabili befreit war, musste sie die königliche Last nicht bezahlen. Der Richter wohnte in Treviglio, war aber nicht verpflichtet, in Somma zu wohnen, da sein Fiskal und Leutnant Pietro Antonio Landone dort ansässig war. Es wurden keine Gebühren oder Löhne gezahlt, sondern nur 18 Lire pro Jahr an den Aktuar. Für die Strafbank und den Eid der Konsuln wurden 2 Lire und 5 Soldi an das königliche Büro von Seprio in Gallarate gezahlt. Zur Gemeinde Somma gehörten die Cassinaggi Vira, Coarezza, Casenone, la Madalena und La Torre, die als Teile der Somma immer von der königlichen Last befreit waren. Es gab keinen Rat, weder einen allgemeinen noch einen besonderen, und vier Konsuln wurden jedes Jahr von den Grundherren gewählt, die die lokalen Interessen der Gemeinschaft regelten.
Mit der Aktivierung der Gemeinden in der Provinz Mailand auf der Grundlage der territorialen Aufteilung des Königreichs Lombardo-Venetien (Mitteilung vom 12. Februar 1816) wurde Somma mit Cassina Coarezza als Hauptgemeinde in den Bezirk XVI aufgenommen. Mit der Regierungsdelegation Nr. 16875/228 vom 15. Juli 1819 wurde in der Gemeinde Somma die Ersetzung des Gemeinderats durch den Generalkonvent genehmigt; mit der Regierungsdelegation Nr. 36054/324 vom 20. November 1833 wurde der Ortsname Soma offiziell durch Somma ersetzt (Variazioni compartimento provincia di Milano, 1816–1835). Aus einer anderen Quelle geht hervor, dass die Ersetzung des Rates bei der Einberufung gemäß der Regierungsmitteilung 1821 März 19 N. 5620/702 (Variazioni compartimento provincia di Milano, 1843) erfolgt ist. Somma mit Cassina Coarezza, einer Gemeinde mit Stadtrat, wurde durch die spätere territoriale Aufteilung der lombardischen Provinzen (Mitteilung vom 1. Juli 1844) als Hauptstadt des Bezirks XVI bestätigt. Im Jahr 1853 (Mitteilung vom 23. Juni 1853) wurde Somma mit dem Ortsteil Cassina Coarezza, einer Gemeinde mit einem Gemeinderat ohne eigenes Büro und 4004 Einwohnern, an die Spitze des Bezirks XIII gestellt.
Nach der vorübergehenden Vereinigung der lombardischen Provinzen mit dem Königreich Sardinien wurde die Gemeinde Somma Lombardo mit 4.715 Einwohnern, die von einem Rat mit dreißig Mitgliedern und einem Rat mit vier Mitgliedern verwaltet wurde, auf der Grundlage der durch das Gesetz vom 23. Oktober 1859 festgelegten territorialen Aufteilung in das Mandamento V von Somma, Bezirk IV von Gallarate, Provinz Mailand, eingegliedert. Bei der Gründung des Königreichs Italien im Jahr 1861 hatte die Gemeinde 4.758 Einwohner (Volkszählung 1861). Bis 1862 trug die Gemeinde den Namen Somma, danach wurde sie Somma Lombardo genannt (Königlicher Erlass Nr. 941 vom 23. Oktober 1862). Nach dem Gesetz über die Gemeindeorganisation von 1865 wurde die Gemeinde von einem Bürgermeister, einer Junta und einem Rat verwaltet. Im Jahr 1867 wurde die Gemeinde in den Bezirk Somma Lombardo, Bezirk Gallarate und Provinz Mailand eingegliedert (Circoscrizione amministrativa 1867). In der Gemeinde lebende Bevölkerung: 4.768 Einwohner (Volkszählung 1871); 5.506 Einwohner (Volkszählung 1881); 5.830 Einwohner (Volkszählung 1901); 7.103 Einwohner (Volkszählung 1911); 7.471 Einwohner (Volkszählung 1921). Im Jahr 1924 wurde die Gemeinde in den Bezirk Gallarate der Provinz Mailand eingegliedert. Nach der Gemeindereform von 1926 wurde die Gemeinde von einem Podestà verwaltet. Im Jahr 1927 wurde die Gemeinde der Provinz Varese zugeschlagen. Im Jahr 1927 wurde die aufgelöste Gemeinde Mezzana Superiore mit der Gemeinde Somma Lombardo zusammengelegt (Königlicher Erlass Nr. 2083 vom 27. Oktober 1927). Nach der Gemeindereform von 1946 wurde die Gemeinde Somma Lombardo von einem Bürgermeister, einer Junta und einem Gemeinderat verwaltet.
Im Jahr 1971 hatte die Gemeinde Somma Lombardo eine Fläche von 3.054 Hektar.

## Bevölkerung
| Bevölkerungsentwicklung | Bevölkerungsentwicklung | Bevölkerungsentwicklung | Bevölkerungsentwicklung | Bevölkerungsentwicklung | Bevölkerungsentwicklung | Bevölkerungsentwicklung | Bevölkerungsentwicklung | Bevölkerungsentwicklung | Bevölkerungsentwicklung | Bevölkerungsentwicklung | Bevölkerungsentwicklung | Bevölkerungsentwicklung | Bevölkerungsentwicklung | Bevölkerungsentwicklung | Bevölkerungsentwicklung |
| ----------------------- | ----------------------- | ----------------------- | ----------------------- | ----------------------- | ----------------------- | ----------------------- | ----------------------- | ----------------------- | ----------------------- | ----------------------- | ----------------------- | ----------------------- | ----------------------- | ----------------------- | ----------------------- |
| Jahr                    | 1756                    | 1805                    | 1812                    | 1853                    | 1871                    | 1881                    | 1901                    | 1921                    | 1951                    | 1971                    | 1991                    | 2001                    | 2011                    | 2021                    |                         |
| Einwohner               | 2.883                   | 3.120                   | *4.892                  | 4.004                   | 5.782                   | 6.345                   | 6.730                   | 8.485                   | 10.432                  | 16.023                  | 16.379                  | 16.247                  | 17.913                  | 17.467                  |                         |

- 1812 transitorische Fusion mit Arsago Seprio, Casorate, Castel Novate, Mezzana und Vizzola Ticino

## Sehenswürdigkeiten
- Propsteikirche Sant’Agnese erstmals erwähnt im 13. Jahrhundert,  1604 projektiert von Architekt Francesco Maria Richini und renoviert zwischen 1664 und 1697 von Architekt Carlo Buzio; sie bewahrt den Trittico di San Vito an der Schule von Ambrogio Bergognone zugeschrieben.
- Kirche San Bernardino bewahrt das Gemälde Madonna col Bambino e San Bernardino des Malers Giovanni Mauro della Rovere genannt Fiammenghino.
- Wallfahrtskirche Madonna della Ghianda außerhalb des historischen Zentrums, deren Ursprünge auf ein wundertätiges Ereignis im 13. Der Überlieferung nach befand sich eine taubstumme Hirtin an dem Ort, an dem sich heute das Heiligtum befindet, um ihren üblichen Pflichten nachzugehen, als ihr zwischen den Zweigen einer Eiche das Bild der Jungfrau Maria erschien. Obwohl niemand im Dorf Zeuge dieses Ereignisses war, erlangte das Mädchen die Fähigkeit zu hören und zu sprechen wieder. Die Gläubigen wollten den Ort der Erscheinung durch den Bau einer kleinen, der Jungfrau Maria geweihten Kirche ehren, weshalb er auch della Ghianda genannt wird. Im Laufe der Jahrhunderte wurde die Kirche zu einem wichtigen Ort für die Gemeinde, die sie weiter verschönern wollte und dazu den bekannten Maler Michelino da Besozzo engagierte. Er bemalte das Gewölbe mit der Darstellung der Erscheinung der Madonna zwischen den Zweigen der Eiche. Die architektonische Struktur hingegen wurde von dem Architekten Pellegrino Tibaldi aus Puria vergrößert, der das heutige majestätische Heiligtum entworfen hat. Er schlug auch die Errichtung eines großen Altars vor, der an die ursprüngliche kleine Apsis angefügt werden sollte, damit die Vision des berühmten Freskos von Michelino da Besozzo sichtbar bleibt.[2]
- Propsteikirche Santo Stefano im Ortsteil Mezzana Superiore bewahrt den Gemälde Pietà mit Heilige Sebastian und 'Ijob des Malers Bartolomeo Suardi genannt Bramantino
- Castello Visconti di San Vito erstmals schriftlich erwähnt im Jahr 1251, Notar Marcellino de Angleria (Angera). Die alte Festung übernahm damit die Rolle einer befestigten Burg, die zum ständigen Wohnsitz der Familie Visconti gewählt wurde. Im Jahr 1473 gipfelten die Meinungsverschiedenheiten zwischen den Brüdern Visconti in der Spaltung zwischen den beiden Besitzern. Der ältere Bruder Francesco, von dem die Visconti di San Vito abstammten, war für den renovierten Teil der Burg und damit für den nördlichen Teil des Dorfes verantwortlich; Guido, von dem die Visconti di Modrone abstammten, war für den ältesten Teil der Burg und den unteren Teil von Somma Lombardo verantwortlich. Jedes Jahr im Sommer ist das Schloss Sitz des Mittelalterfestes, das an den Sieg von Bischof Ottone Visconti über die Truppen von Della Torre in der Schlacht von Desio erinnert, die am 21. Januar 1277 stattfand und dank der das Herzogtum Mailand geboren wurde.
- L’ipposidra oder ferrovia delle barche befindet sich nördlich der Straße, die den Flughafen Malpensa mit Somma Lombardo (Via Giuseppe Giusti) verbindet, verläuft einige hundert Meter innerhalb des Moores die Route der Bootseisenbahn oder Ipposidra, gebaut im Jahr 1858, mit dem Ziel, die Boote die Stromschnellen zu umgehen, die vom Ortschaft Tornavento von Lonate Pozzolo losfuhren und in Sesto Calende ankamen.
- Parco e Museo del volo - Volandia

## Persönlichkeiten
- Galeazzo Visconti (1455/1456–vor 1531), Jurist und Diplomat, Gesandter des Herzogs von Mailand[3]
- Die Stadt ist Geburtsort Papst Gregors XIV. (* 11. Februar 1535 in Somma Lombardo; † 16. Oktober 1591 in Rom), eigentlicher Name Niccolò Sfondrati, war von 1590 bis 1591 Papst der katholischen Kirche.
- Giuseppe Giusti (Patriot) (* 14. Mai 1824 in Somma Lombardo; † 20. Januar 1849 ebenda) italienischer Patriot zum Tode verurteilt und dann abgeschossen.
- Mirko Busto (* 8. Dezember 1976 in Somma Lombardo), Politiker (Movimento 5 Stelle), Mitglied des Abgeordnetenhauses der italienischen Republik[4]
- Luca Tarenzi  (* 1976 in Somma Lombardo), Schriftsteller und Übersetzer.[5]